# Jeff Orlowski
Pour les articles homonymes, voir Orlowski.
Jeff Orlowski, né le 18 février 1984 à Staten Island (New York), est un cinéaste américain.
Il est surtout connu pour avoir réalisé et produit le documentaire Chasing Ice (2012) qui lui a valu un Emmy Award.

## Biographie
Chasing Ice retrace la quête du photographe environnementaliste James Balog qui a collecté des images sur la fonte des glaces. Le documentaire illustre l'histoire récente des changements climatiques provoqués par le réchauffement de la planète.
Un film de 2017, Chasing Coral, va dans le même sens à propos des coraux.
En 2020, le réalisateur produit, écrit et réalise pour Netflix un documentaire sur les influences néfastes et le pistage généralisé de la population par les réseaux sociaux : The Social Dilemma. Netflix France le traduit sous le titre Derrière nos écrans de fumée. Le film impute aux réseaux sociaux une responsabilité dans une augmentation du taux de suicides chez les jeunes. Le film dénonce les interfaces addictives et la personnalisation automatisée qui ont pour effet d'accroître la durée d'usage, de renforcer chacun dans des visions partielles du monde et de favoriser ultimement la diffusion de fausses informations,. Le Financial Times juge que le documentaire n'apprendra pas grand chose de nouveaux aux personnes qui ont suivi ce dossier, mais que son visionnage est néanmoins indispensable,. Casey Newton considère qu'il tombe dans l'excès en attribuant l'essentiel des maux de l'époque aux réseaux sociaux, notamment en minimisant l'influence de liens affinitaires tissés sur le net par des extrémistes ainsi que l'influence des états visant à travers ces réseaux le contrôle de leurs populations.

## Filmographie partielle

### Comme réalisateur
- 2006 : Geocaching: From the Web to the Woods
- 2007 : The Strange Case of Salman abd al Haqq
- 2012 : Chasing Ice
- 2017 : Chasing Coral
- 2020 : The Social Dilemma - (Derrière nos écrans de fumée)